# ジャヤント・ナーリカー
ジャヤント・ヴィシュヌ・ナーリカー（Jayant Vishnu Narlikar、1938年7月19日 - 2025年5月20日）は、インドの天体物理学者である。
彼は、ホイル・ナーリカーの重力理論として知られる共形重力の理論をフレッド・ホイルと共に構築した。これは、アルベルト・アインシュタインの相対性理論とマッハの原理を統合するものである。それは、粒子の慣性質量が他の全ての粒子の質量に宇宙期の関数である結合定数を乗じた関数であると提案している。

## 若年期
ナーリカーは1938年7月19日、インド・コールハープルで学者の家族の元に生まれた。彼の父・ヴィシュヌ・ヴァスデヴ・ナーリカーは、ヴァーラーナシーのバナーラス・ヒンドゥー大学の数学科の教授と学科長を務めた数学者であり、母・スマティ・ナーリカーはサンスクリットの学者だった。母方の叔父は著名な統計学者のV・S・ハズルバザールだった。

## 業績
ナーリカーは1957年にバナーラス・ヒンドゥー大学でBScの学位を取得した。その後1959年にケンブリッジ大学で数学のBAの学位を取得し、シニアラングラー（首席）の栄誉を得た。1960年に、天文学のタイソン・メダル、1962年にスミス賞を受賞した。1963年にフレッド・ホイルの指導の下でPh.D.を取得した後、キングス・カレッジでベリー・ラムゼイ・フェローを務め、1964年に天文学と天体物理学の修士号を取得した。その後1972年までキングス・カレッジでフェローとして研究を続けた。
1966年、フレッド・ホイルがケンブリッジ理論天文学研究所を設立し、ナーリカーは研究所の創立スタッフとして1972年まで務めた。1972年、ナーリカーはインド・ムンバイのタタ基礎研究所(TIFR)で教授を務めた。TIFRでは理論天体物理学の研究グループを担当していた。1988年、インド大学助成金委員会はプネーにインド天文学大学連合機関(IUCAA)を設立し、ナーリカーはIUCAAの初代理事長に就任した。1981年、ナーリカーは世界文化理事会の創設メンバーになった。
ナーリカーは宇宙論の研究において、一般的なビッグバン宇宙モデルとは違う、定常宇宙モデルの擁護者として知られている。1994年から1997年にかけて、彼は国際天文学連合の宇宙学委員会の議長だった。彼の研究には、マッハの原理、量子宇宙論、遠隔作用論などがある。

## 栄誉
ナーリカーは国内外の賞や名誉博士号を多数授与されている。
1966年にアダムズ賞受賞。2004年、彼の研究を讃えて民間人に対する栄誉としてはインドで2番目に高位となるパドマ・ヴィブーシャン勲章が授与された。それ以前に、3番めに高位となるパドマ・ブーシャン勲章は1965年に授与されていた。
シャンティ・スワロープ・バットナガー科学技術賞、M.P. Birla賞、フランス天文学会からジュール・ジャンサン賞を受賞している。ロンドンの王立天文学会の准会員であり、インド国立科学アカデミーと世界科学アカデミーのフェローである。
科学的研究は別に、ナーリカーは本、記事、ラジオ番組、テレビ番組を通して科学のコミュニケーターとしてよく知られている。これらの努力により、彼は1996年にユネスコから科学普及の功績に対してカリンガ賞を。1980年代後半、彼はカール・セーガンのテレビ番組『コスモス』に出演した。彼は1990年にインド国立科学アカデミーからインディラ・ガンジー賞を受賞した。

## 著書
ナーリカーは、科学論文や書籍、一般向けの科学書のほか、英語・ヒンディー語・マラーティー語によるSF・小説・短編小説を書いている。

### ノンフィクション
英語: 
- Facts and Speculations in Cosmology, ジェフリー・バービッジとの共著, Cambridge University Press 2008, ISBN 978-0-521-13424-8
- Current Issues in Cosmology, 2006
- A Different Approach to Cosmology: From a Static Universe through the Big Bang towards Reality, 2005
- Fred Hoyle's Universe, 2003
- Scientific Edge: The Indian Scientist from Vedic to Modern Times, 2003
- An Introduction to Cosmology, 2002
- A Different Approach to Cosmology, ジェフリー・バービッジ、フレッド・ホイルとの共著, Cambridge University Press 2000, ISBN 0-521-66223-0,
- Quasars and Active Galactic Nuclei: An Introduction, 1999
- From Black Clouds to Black Holes, 1996
- From Black Clouds to Black Holes (Third Edition), 2012,[10]
- Seven Wonders of the Cosmos, 1995
- Philosophy of Science: Perspectives from Natural and Social Sciences, 1992
- The extragalactic universe: an alternative view, フレッド・ホイル、チャンドラ・ウィクラマシンゲ（英語版）との共著, Nature 346:807–812, 30 August 1990
- Highlights in Gravitation and Cosmology, 1989
- The Primeval Universe, 1988
- Violent Phenomena in the Universe, 1982
- The Lighter Side of Gravity, 1982
  - 日本語訳: 重力―宇宙を支配する力の謎, 中村孔一 訳, 日経サイエンス社, 1986年, ISBN 4-532-06264-0
- Physics-Astronomy Frontier, フレッド・ホイルとの共著, 1981
  - 日本語訳: 宇宙物理学の最前線, 桜井邦朋・深田豊・星野和子 訳, みすず書房, 1991年, ISBN 4-622-04084-0
- The Structure of the Universe, 1977
- Creation of Matter and Anomalous Redshifts, 2002
- Absorber Theory of Radiation in Expanding Universes, 2002

マラーティー語: 
- आकाशाशी जडले नाते,  नभात हसरे तारे.

### フィクション
英語: 
- The Return of Vaman, 1990
- The Adventure
- The Comet

マラーティー語: 
- वामन परत न आला, यक्षांची देणगी, अभयारण्य, व्हायरस, प्रेषित, अंतराळातील भस्मासूर, टाईम मशीनची किमय, ujavya sondecha ganpati

ヒンディー語: 
- paar najar ke

## 私生活
ナーリカーは数学者のマンガラ・ラジワデと結婚した。2人の間には3人の娘がいる。

## 死去
2025年5月20日、プネーの自宅で病気のため死去。87歳没。